# Movimento Democrático do Sudão do Sul
O Movimento Democrático do Sudão do Sul (em inglês:  South Sudan Democratic Movement, SSDM), às vezes chamado de Movimento / Exército Democrático do Sudão do Sul (em inglês:  South Sudan Democratic Movement/Army, SSDM / A), foi um grupo militante do Sudão do Sul. Juntamente com seu braço armado, o Exército de Defesa do Sudão do Sul (South Sudan Defence Army, SSDA) se rebelou contra o governo sul-sudanês liderado pelo Presidente Salva Kiir Mayardit e o Movimento de Libertação do Povo do Sudão.

## Formação e primeira rebelião
O Movimento foi formado em 2010 pelo polêmico ex-general do Exército de Libertação do Povo do Sudão (SPLA), George Athor, depois que ele falhou em ganhar o governo de Jonglei no que era então o Governo Autônomo do Sul do Sudão no estado de Jonglei, bem como no vizinho Alto Nilo.
Devido ao acesso de Athor ao apoio militar dos governos do Sudão e da Eritreia, ele conseguiu atrair outros comandantes dissidentes do SPLA, como Gatluak Gai no Estado de Unidade, David Yau Yau no condado de Pibor e os comandantes shilluk John Uliny e Alyuak Ogot no Alto Nilo.  Embora o Exército de Libertação do Povo do Sudão acusasse o governo do Sudão de apoiar o Movimento Democrático do Sudão do Sul, seus oficiais não entraram em detalhes sobre o papel que teria desempenhado o apoio de Cartum.
Athor mais tarde assinou um acordo de cessar-fogo com o Governo do Sudão do Sul em janeiro de 2011, ainda que as negociações tenham fracassado e os combates tenham ressurgido em fevereiro de 2011. Outras facções do grupo assinariam mais tarde acordos de cessar-fogo com o governo sul-sudanês, com a facção de Yau Yau assinando um em junho de 2011 e a de Gai em julho de 2011. Gai foi supostamente assassinado por seu adjunto em julho de 2011, embora se acredite que o SPLA seja o responsável, enquanto Yau Yau, que estava estacionado em Juba aguardando reintegração, iria mais tarde desertar para Cartum em junho de 2012 e retomar a insurgência de suas facções em Jongeli em julho de 2012. 
O próprio Athor foi morto em 19 de dezembro de 2011 na Equatoria por tropas sul-sudanesas enquanto supostamente tentava atravessar para o Sudão do Sul vindo de Uganda, resultando em Peter Kuol Chol Awan se tornando comandante-em-chefe do SSDM / A.  O governo sul-sudanês anunciou que o o grupo assinou um acordo de paz em fevereiro de 2012, e seu comandante-em-chefe, Peter Kuol Chol Awan, viajou para Juba e se rendeu ao SPLA em 8 de março de 2012. Este acordo não foi aceito por todas as facções do SSDM / A no entanto, e a facção de John Uliny no Alto Nilo rejeitou o acordo, com John Uliny reivindicando a liderança do Movimento Democrático do Sudão do Sul, e permanecendo ativo até meados de 2013. Pequenos remanescentes da força original de Athor no Condado de Pigi também rejeitaram o acordo, permanecendo ativo até agosto de 2013. A maior parte das forças de Athor - cerca de 1.300 - foram desarmadas, treinadas e aguardavam a reintegração formal no centro de treinamento Oinykibol na Equatoria Oriental no final de setembro de 2013.

## Estrutura
Muitos combatentes do Movimento Democrático do Sudão do Sul são murles,  uma tribo minoritária que há muito tempo disputa rebanhos de gado e pastagens com outra tribo criadora de gado, os Lou Nueres. Sob a liderança de Athor, os membros da tribo murle entraram em confronto repetidamente com Lou Nueres e as forças armadas do Sudão do Sul durante grande parte de 2011.

### Facção Cobra

Bandeira da Facção Cobra; uma dissidência do Exército Democrático do Sudão do Sul mais amplo, liderado por David Yau Yau.

David Yau Yau foi um dos membros da rebelião original do SSDM / A, ingressando depois de não ter conquistado um assento na legislatura estadual de Jongeli nas eleições de 2010. Sua principal motivação era o subdesenvolvimento do condado de Pibor em Jonglei e a falta de divisão do poder local com o governo de Bor. Na primeira rebelião, a força de Yau Yau era relativamente pequena, com ~ 200 recebendo perdões presidenciais após negociações de paz em junho de 2011. 
Yau Yau mais tarde retornou a Pibor em julho de 2012 para reiniciar sua rebelião, tendo ficado insatisfeito com o conjunto de condições de integração oferecido e se opondo à contínua marginalização política do povo murle no condado de Pibor. 
A Facção Cobra posteriormente assinou um acordo de paz em 30 de janeiro de 2014, que estabeleceu a área administrativa semiautônoma de Grande Pibor. 
Em fevereiro de 2015, um dissidente da facção Cobra; as Forças da Grande Pibor, uniram-se às forças de Riek Machar na Guerra Civil Sul-Sudanesa.  Em setembro de 2016, no entanto, a Facção Cobra foi declarada restaurada por alguns de seus comandantes e proclamou que havia retomado sua luta contra o governo. 

### Facção do Alto Nilo
A Facção do Alto Nilo foi liderada pelos comandantes shilluk John Uliny e Alyuak Ogot, e foi inicialmente impulsionada em grande parte por disputas entre a comunidade shilluk e o governo estadual do Alto Nilo sobre terras e os limites dos condados. As motivações posteriores incluíram vingança pela campanha de desarmamento de 2010, na qual foi alegado que a 7.ª Divisão do Exército de Libertação do Povo do Sudão cometeu abusos em grande escala. O governo do Sudão do Sul alegou que a Facção do Alto Nilo está ligada ao Mudança Democrática, embora o líder desta última, Lam Akol, negue.